# لويساو
لويزاو (بالبرتغالية: Ânderson Luís da Silva‏)، من مواليد 13 فبراير 1981، لاعب كرة قدم برازيلي.
يلعب مع نادي بنفيكا البرتغالي.
بدأ باللعب مع منتخب البرازيل لكرة القدم في عام 2001.

## روابط خارجية
- لويساو على موقع الاتحاد الدولي (مؤرشف)  (الإنجليزية)
- لويساو على موقع الاتحاد الأوربي (الإنجليزية)
- لويساو على موقع إي إس بي إن إف سي (الإنجليزية)
- لويساو على موقع قاعدة بيانات كرة القدم.إي يو (الإنجليزية)
- لويساو على موقع بيانات كرة القدم. دي إي (الألمانية)
- لويساو على موقع ليكيب (الفرنسية)
- لويساو على موقع ناشيونال فوتبول تيمز (الإنجليزية)
- لويساو على موقع Soccerbase.com (لاعب) (الإنجليزية)
- لويساو على موقع Soccerway.com (الإنجليزية)
- لويساو على موقع عالم كرة القدم.نت (الإنجليزية)